# Eugen Korschelt
Eugen Korschelt est un zoologiste allemand, né le 28 septembre 1858 à Zittau et mort le 28 décembre 1946 à Marbourg.
Il enseigne à Marbourg et fait partie de la Société zoologique allemande. Il est l’auteur de Lehrbuch der vergleichenden Entwicklungsgeschichte der wirbellosen Tiere (deux volumes, 1890-1910), de Der Gelbrand (deux volumes, 1924-1929).

## Source
- Allen G. Debus (dir.) (1968). World Who’s Who in Science. A Biographical Dictionary of Notable Scientists from Antiquity to the Present. Marquis-Who’s Who (Chicago) : xvi + 1855 p.